# Rilong (socken i Kina, lat 28,70, long 99,20)
Rilong (kinesiska: 日龙, 日龙乡) är en socken i Kina. Den ligger i provinsen Sichuan, i den sydvästra delen av landet, omkring 520 kilometer sydväst om provinshuvudstaden Chengdu. Antalet invånare är 1312. Befolkningen består av 634 kvinnor och 678 män. Barn under 15 år utgör 21,0 %, vuxna 15-64 år 69 %, och äldre över 65 år 8,0 %.
Genomsnittlig årsnederbörd är 649 millimeter. Den regnigaste månaden är juli, med i genomsnitt 229 mm nederbörd, och den torraste är december, med 1 mm nederbörd.